# 수원 최씨
수원최씨(水原崔氏)는 경기도 수원시를 본관으로 하는 한국의 성씨이다.

## 시조
수원 최씨는 동성동본이면서 시조를 달리하는 두계통이 있다.
한 계통은 고려시대 산원동정(散員同正)을 지낸 최정(崔靖)을 시조로 하며 그의 선대에 대해서는 문헌이 없어 알 수 없다. 
또 다른 계통은 고려 제15대 예종 때 수주(水州ㆍ수원의 옛 이름)의 호장(戶長) 최상저(崔尙翥)를 시조로 한다. 
수원(水原)의 옛 이름이 수성(隋城)이라 수원 최씨(水原 崔氏)와 수성 최씨(隋城 崔氏)의 혼동을 피하기 위해 수원 최씨(水原 崔氏)는 원최(原崔)라 하고 수성 최씨(隋城 崔氏)는 내최(來崔)라고 부른다. 

## 본관
수원(水原)은 경기도 중남부에 위치한 지명으로 수성(隋城)이라고도 하였으며, 고구려 때 매홀군(買忽郡), 통일신라 시대에는 수성군(水城郡)이라 불렀으며, 고려 때 인주, 수주를 거쳐 1301년 수원부로 개칭되었다. 1895년(조선 고종 32) 지방제도 개정으로 인천부 관할의 수원군으로 되었다가, 1896년 경기도 수원군이 되었다. 

## 분파
수원 최씨 분파로는 최정(崔靖)계는 서초파(西初派)ㆍ명천파(明川派)ㆍ서인파(西仁派)ㆍ정파(貞派)로 분파되었고, 최상저(崔尙翥)계는 참판공파ㆍ천민공파(天民公派)ㆍ진사공파(進士公派)로 분파되었다. 
- 최정(崔靖)
  - 서초파(西初派) - 최유한
  - 명천파(明川派) - 최유정
  - 서인파(西仁派) - 최옥정
  - 정파(貞派) - 최철손

## 인물
- 최누백 - 고려 의종 때 기거사인(起居舍人).
- 최사위 - 고려 현종 때 현신(賢臣).
- 최자성 - 성품이 강직하고 민첩하며 고려 때 여러 벼슬을 훌륭히 역임하였다.
- 최원 - 고려 때 신호위보승별장을 역임중 조선이 개국되자 금부도사에 임명되었으나 취임을 거부하였다.
- 최명원 - 조선 통훈대부(通訓大夫)로 장악원정(掌樂院正)을 지냈다.
- 최덕량 - 조선 임진왜란 때 진주성전투에서 공을 세웠다.

## 집성촌
- 전남 완도군 완도읍 화흥리, 정도리
- 경기 광주시 쌍령동
- 경기 화성시
- 전남 무안군 몽탄면 다산리
- 전남 영광군 홍농면 진덕리
- 전남 장성군 삼계면 부성리
- 함남 서천군 북두일면 덕응리, 용양리
- 함북 명천군 아간면 거문동
- 함북 성진군 학성면 성현동, 탑하동
- 함북 성진군 학증면 송중동, 학서면 원평동

## 인구
- 1985년 3,558가구 15,442명
- 2000년 3,976가구 13,156명

## 같이 보기
- 수성 최씨